# Щит (литературный сборник, 1915)
«Щит» — литературный сборник, впервые опубликованный под редакцией Л. Андреева, М. Горького и Ф. Сологуба в период Первой мировой войны, в 1915 году. Позднее сборник был переиздан еще дважды; третье дополненное издание появилось в Москве и Петрограде в канун Февральской революции (1916). Авторами статей — помимо трех редакторов — были В. Г. Короленко, Вячеслав И. Иванов, Д. С. Мережковский и другие: в том числе, экономисты, историки и философы. В сборнике рассматривался вопрос о происхождении и «бытовании» антисемитизма в Российской империи.